# Norsk litteratur
Norsk litteratur är skriftlig och muntlig litteratur som ursprungligen har berättats på norska.
Fyra norska författare har tilldelats Nobelpriset i litteratur: Bjørnstjerne Bjørnson (1903), Knut Hamsun (1920), Sigrid Undset (1928) och Jon Fosse (2023).

## Forntid och medeltid

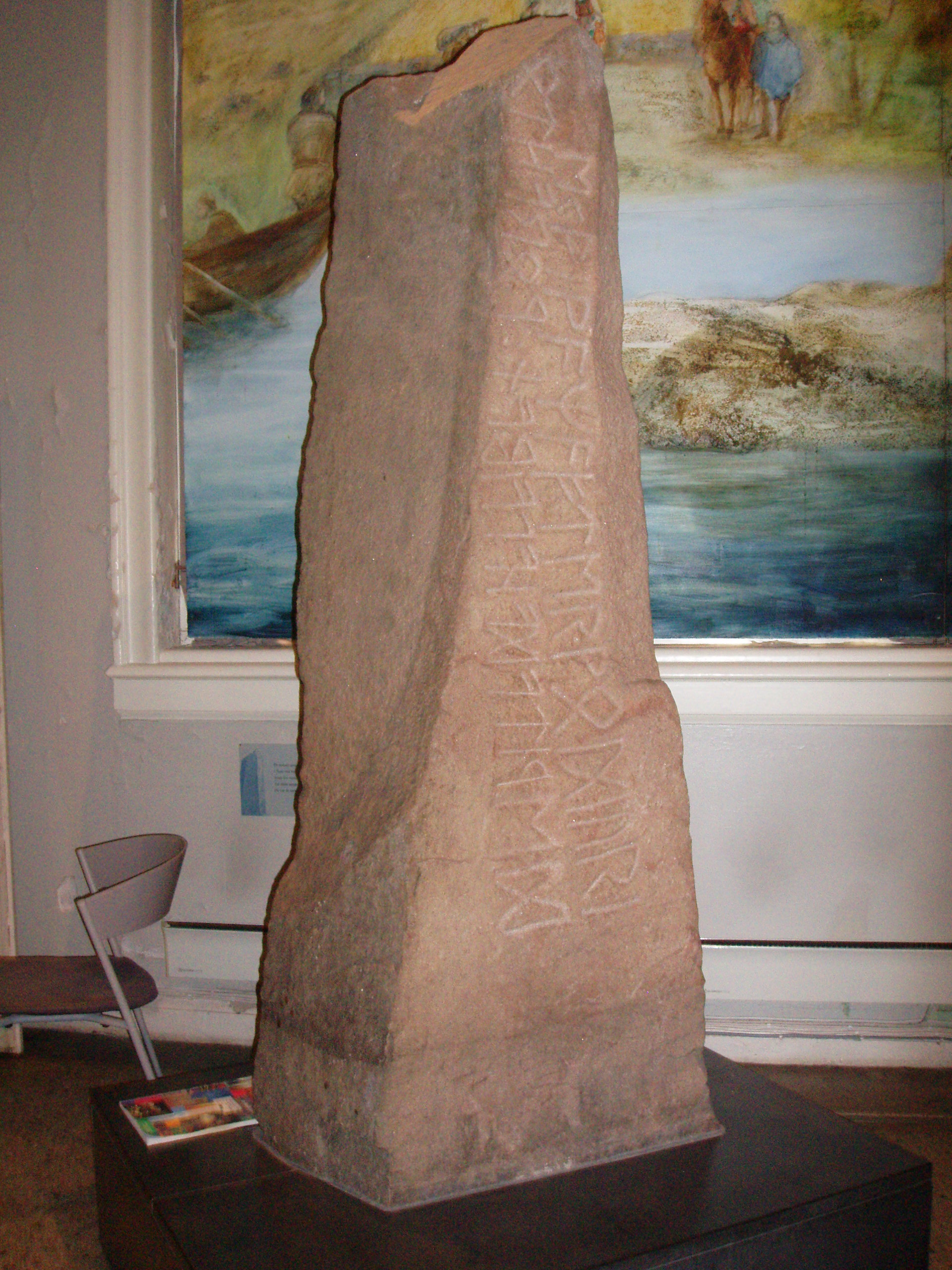
Tunestenen på Oldsaksamlingen i Oslo.

Till den tidigaste norska litteraturen räknas runinskrifterna på Tunestenen, från Tune i Østfold. Att datera ristningen har varit svårt, men den antas ha tillkommit på 300-talet e.Kr.. En senare inskription, från 700-talet är Eggjastenen från Sogn. Båda inskriptionerna är huggna med runor ur den äldre runraden. 
Isländska handskrifter från 1200- och 1300-talen vittnar om en betydelsefull norsk, vikingatida litteratur. Till epokens mest kända skalder hörde Brage Boddesson, även kallad Brage den gamle. Han levde troligen på första hälften av 800-talet och ett stycke ur hans kväde Ranarsdrapa om jarlen Ragnar Lodbrok citerades av Snorre Sturlasson i dennes Edda. En annan vikingatida skald var Eyvindr Skáldaspillir. Eyvindr, som levde på 900-talet, var på mödernet i rakt nedstigande led, släkt med Harald Hårfager. Eyvindr var skald vid kung Håkon Adalsteinsfostres hird. Eyvindr skrev sitt mest omtalade skaldestycken, Hákonamál, sedan kungen avlidit efter slaget på Stord 961. Dikten hyllade Håkons tapperhet och hur kungen ankom till Valhall och dennes möte med självaste Oden. Eyvindr har ansetts som en mindre originell diktare sedan påfallande likheter mellan hans egen dikt och andra skaldestycken fastslogs redan av Snorre Sturlasson. Tillnamnet Skáldaspillir (av spilla, att föröda) anknyter just till denna påstådda brist på originalitet. 
Till vikingatidens yppersta norska litteratur räknas eddadiktningen. Denna diktning är känd huvudsakligen genom den isländska handskriften Codex Regius. Eddadikterna tros ha tillkommit i västra Norge samt på Island mellan 800- och 1000-talet. Det finns tre huvudkategorier eddadikter: 
- hjältedikter, till exempel kvädet om Sigurd Fafnesbane
- gudadikter och kosmologiska dikter som Voluspá
- sedelärande, didaktiska dikter som Hávamál.

Metriskt dominerade versmåtten drottkvätt, ljodahattr och fornyrdislag den norska, lyriska litteraturen från vikingatiden till 1300-talet. 
Med övergången till kristendomen cirka år 1000 upphörde stort sett den norska hirdskaldetraditionen. På 1200-talet uppstod på nytt gynnsamma förhållanden för litteratur runt kung Sverre Sigurdssons hov. Dit tillreste isländska skalder som skrev krönikor över norska regenter. Under Håkon Håkonssons regeringstid förekom riddardiktning. Redan under 1200-talet hade en europeiskinspirerad balladdiktning etablerat sig i Norge. Dock nedtecknades inga norska medeltida ballader i sin samtid. 
Klassikern Konungs skuggsjá (Kungaspegel) är en milstolpe i norsk litteraturhistoria. Verket skrevs som en lärobok i prinsuppfostran, nämligen till Magnus Lagaböters söner. Ingen namngiven författare har kunnat knytas till Konungs skuggsjá, men texten återspeglar ett vitt spektrum av kunskaper: om teologi och astronomi, om litteratur. Texten berättar att jorden är rund och att det lever folk på andra sidan jordklotet. Berättelsen är utformad i dialogform där en son ställer frågor till sin far som sedan undervisar i skilda ämnen: angående praktiska och moraliska råd angående handel, hur man för sig i finare sammanhang samt hur man för krig.
Ett annat medeltida skaldestycke var Solsången; denna anses vara från 1200-talet. Den grönländska sången om Atle skrevs av norrmän som bodde på Grönland. Ursprungsförfattaren är dock okänd.
Under 1300-talet försämrades villkoren för litterär produktion i Norge.

## Danska tiden

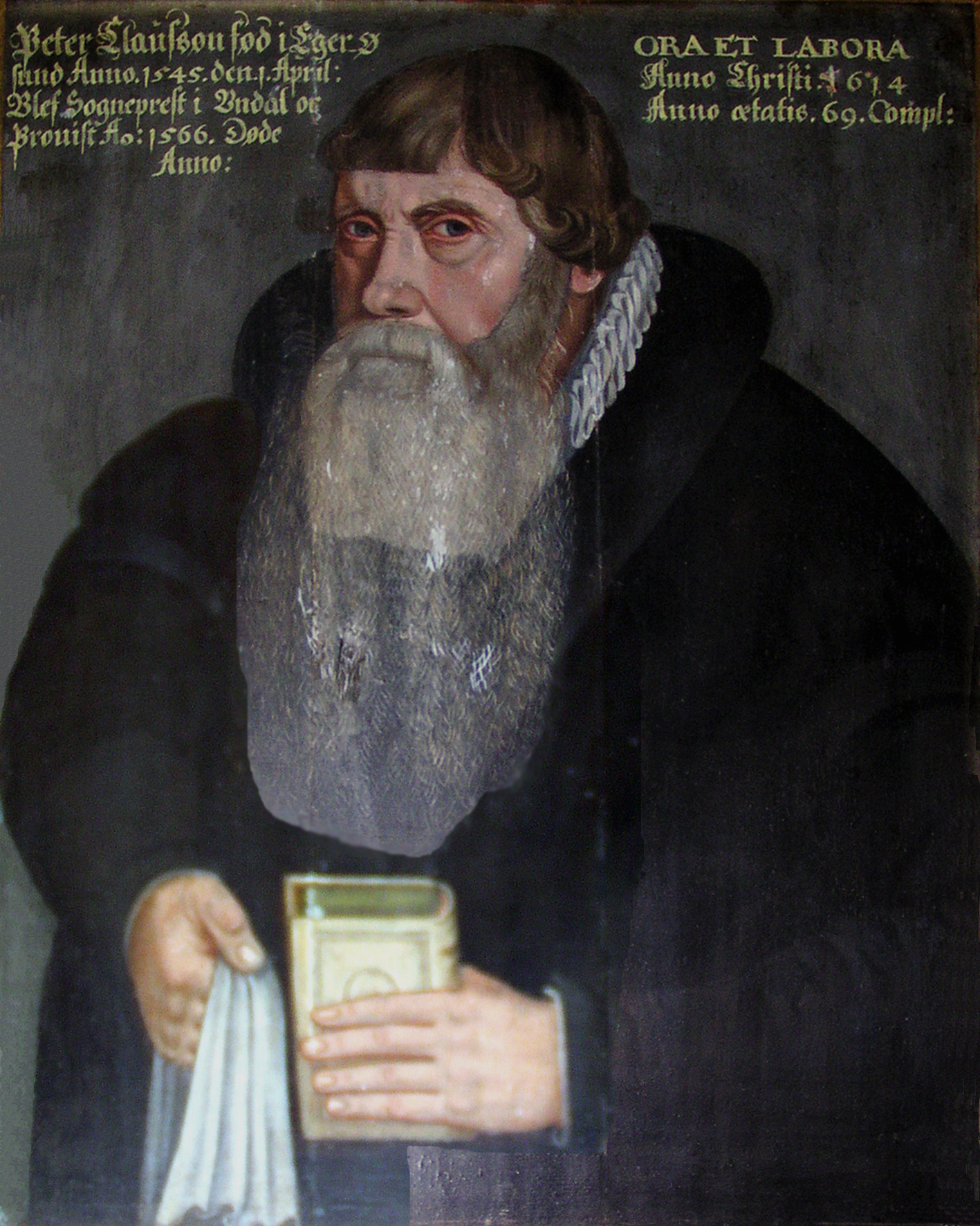
Peder Claussøn Friis.

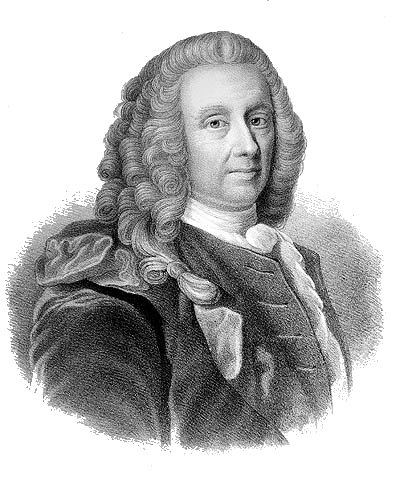
Ludvig Holberg.

Under föreningen med Danmark lämnade Norge väsentliga bidrag till den för bägge länderna gemensamma litteraturen, men ingen av de norskfödda författarna kände sig som företrädare för en annan nationalitet, utan alla var och räknade sig som danska.

### Norska humanister
I mitten av 1500-talet, då den norska litteraturen fick ett uppsving, hade danskan nått en dominerande ställning som litteraturspråk i Norge, allteftersom det danska kulturella och politiska inflytandet gjorde sig gällande. Den språkliga utvecklingen kan avläsas i en rad norska 1500-talsskildringar: bland annat i Hamarkrönikan, Absalon Pederssøn Beyers skrift Om Norigs Riges samt i texter av Peder Claussøn Friis.

### Barocken
Barockens svulstighet och frodighet hade några få språkrör i Norge under 1600-talet. De flesta av dessa hade nära anknytning till kyrkan. Det gällde den originelle och provisielle Petter Dass (1647-1707). Utbildad i Bergen och Köpenhamn förknippas hans namn idag ändå blott med den norra landsänden där han var präst, i Alstahaug, de arton sista åren av sitt liv. Dass skildrade nordnorskt folkliv, landskapet och landsändens klimat i ett par dikter - Den nordske Dale-viise och Nordlands Trompet. Nordlands Trompet utgavs 1739, postumt, och överhuvudtaget trycktes få av Dass texter under diktarens kända livstid. Ändå cirkulerade dikterna i form av handavskrifter. Dass skrev på danska, men använde stundom särnorska uttryck vilket bidrog till ökad autenticitet och precision i skildringen av förhållandena i Nordnorge. Av religiösa texter kan nämnas lovsången Herre Gud! Dit dyre Navn og Ære - en av många psalmer från Dass penna samt samlingen Katechismus-Sange, utgiven första gången 1715, innehållande tolkningar av katekesen på vers. Dass skrev även dikter med motiv från den bibliska historien, vilka samlades och utkom med titeln Alle Evangelia Sangviis forfattet.
En viktig 1600-talsdiktare var Bergensbaserade Dorothe Engelbretsdatter. Hennes far var domprost i Bergen och hennes make, tyskättade Ambrosius Hardenbeck blev med tiden också präst. Engelbretsdatters diktning präglades mycket av de personliga sorger som följde henne genom livet, allteftersom maken och hela sju av deras nio avkommor dog. Bedrövelserna återspeglades i diktsamlingen Siælens Sang-offer första gången utgiven 1678. Första upplagan uppgick till blygsamma 24 exemplar. 1685 kom en andra samling - Taare-Offer. Dikterna handlar till stor del om tröst genom Gudstro, omvändelse och glädje. Genom en kunglig resolution 1684 erhöll Engebrestsdatter skattefrihet livet ut och av allt att döma kunde hon leva på sitt författarskap.

### Upplysningstiden
Ludvig Holberg är en portalgestalt i alla skildringar av det upplysningstida Skandinavien. Holberg hör hemma både i norsk och dansk litteraturhistoria. Han föddes och tillbringade större delen av uppväxten i Bergen och kom till Danmark första gången i artonårsåldern. Holberg är internationellt ojämförligt mest känd som dramatiker och som skapare av komedier med världsrykte. Komedierna tillkom under några intensiva år - mellan 1722 och oktober 1728, då stadsbranden i Köpenhamn lade en stor del av staden i aska. Missmod präglade Danmark efter branden och pietimen bredde ut sig. Holberg övergav komedigenren för historieskildringar och filosofiska essäer. Totalt sett Holberg verksam inom alla upptänkliga genrer. Holberg skrev på danska, med få undantag: hans enda roman är skriven på latin Nicolai Klimii iter subterraneum (Niels Kliims underjordiska resa). Handlingen tar för övrigt sin början i Bergen på Fløyfjellet.

#### Det norske Selskab

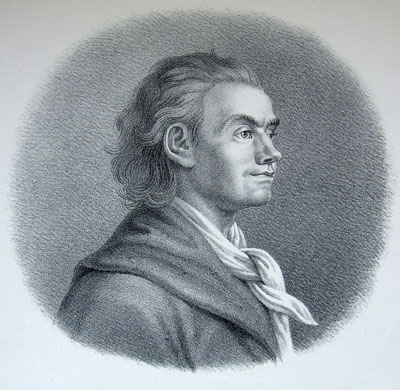
Johan Herman Wessel.

På 1770-talet bildade norska studenter och litterära begåvningar i Köpenhamn en klubb kallad Det norske Selskab. Som mest hade klubben över 120 enrollerade medlemmar, av vilka endast ett tiotal har gått till eftervärlden som diktare. Sällskapet hade en fast träffpunkt på Anna Cathrine Juels kafé. Vid sina sammankomster roade sig medlemmarna med att bland annat skriva dikter, vilka nedtecknades i sällskapets versprotokoll. Originalprotokollen har gått förlorade. 1775, 1783 och 1793 lät Sällskapet trycka och ge ut häften med medlemmarnas dikter. I Det norske Selskab gör sig för första gången en bestämd norsk nationalkänsla litterärt gällande, även om det dröjde innan den fick ordentligt fäste, eftersom det kort före skilsmässan från Danmark och en tid efter denna inträffade en period av minskad litterär produktion i Norge. Sällskapet upplöstes 1813, varefter en motsvarande förening bildades i Christiania 1818.
Till klubben hörde bland andra Johan Herman Wessel. Wessel skrev pjäsen Kierlighed uden Strømper, en parodi på franskklassiskt drama. Han är känd för humoristiska versberättelser i det korta formatet samt för fyndiga gravskrifter och påhittade eftermälen. I en svensk kontext kan Wessel närmast jämföras med Anna Maria Lenngren. Bland andra författare som tillhörde kretsen märks bröderna Claus och Peter Frimann, Thomas Stockfleth, Claus Fasting och Jens Zetlitz.
Bland andra kända norska författare från tiden för föreningen med Danmark kan nämnas Christian Braunmann Tullin (1728–1765), Johan Nordahl Brun (1745–1816) och Niels Krog Bredal (1733–1778).

## Tidigt 1800-tal
Landets mest framstående författare i början av 1800-talet var novellförfattaren Maurits Hansen (1794–1842), bäst som småstadsskildrare, och lyrikerna Henrik Anker Bjerregaard (1792–1842) och Conrad Nicolai Schwach (1793–1860), av vilka den senare väsentligen var humorist, medan den förre vann rykte som författare till den priskrönta nationalsången "Sønner av Norge" och sångspelet Fjeldeventyret. Från denna period kan även nämnas Lyder Sagen (1777–1850), Herman Foss (1790–1853) och Simon Olaus Wolff (1796–1859), mest känd genom sin fosterländska sång "Hvor herligt er mit fødeland".

## 1800-tal: nationalromantik och realismen

### Wergeland och Welhaven
| Henrik Wergeland. |  | Johan Sebastian Welhaven. |
| Henrik Wergeland. |  | Johan Sebastian Welhaven. |

En ny period för den norska litteraturen inträdde med Henrik Wergelands (1808–1845) och Johan Sebastian Welhavens (1807–1873) framträdande omkring 1830. Dessa båda personligheter uppträdde redan i studentåren på litteraturens område, och då de såväl i litterärt som i andra hänseenden hade i grund olika uppfattning, råkade de inom kort i en häftig vitter fejd, som inte bara delade studentvärlden, utan hela den bildade delen av nationen i två stridande läger. Striden var endast till skenet uteslutande litterär; i verkligheten var den en strid mellan två åskådningssätt, i det att Wergeland ställde sig som representant för folket och det vaknande nationella livet, medan Welhaven, med sin kritiska motvilja mot allting ofulländat och halvbildat, ställde sig fientlig mot allt det råa och omogna, som följde med dessa nydaningssträvanden. Wergeland var alltigenom demokrat, Welhaven aristokrat. Wergelands tankegång och idéer var hämtade från den franska revolutionens tid, och hans diktning var trots hans nationella strävan både i språkton och i form så litet nationell som möjligt, och därtill svårbegriplig. Hans produktivitet var omåttlig. 
Jämförd med Wergelands var Welhavens produktion av ringa omfång. Under den strid som rasade mellan dem avgick Welhaven i allmänhet med segern, emedan han med avseende på bitande satir fullständigt var Wergelands överman. Hans första mer framstående arbete, Norges dæmring, en diktcykel, i hvilken han gick löst på olika former av inskränkthet hos sitt folk, väckte stor förbittring och framkallade häftig polemik. Efter denna tid utgav han med längre mellantider åtskilliga häften med lyriska dikter. Dessutom skrev han på prosa litterära och kritiska avhandlingar samt några smärre berättelser. Welhavens skaldestycken har i allmänhet en långt mer nationell prägel än Wergelands. Likväl stod den senare inte bara för sin samtid, utan även för eftervärlden, som en långt mer populär personlighet än Welhaven, inte beroende så mycket på hans skaldealster som på hans liv, hans deltagande i dagens händelser och hans varma intresse för allmogemannen. Medan Welhaven förnämt och kritiskt höll sig fjärran från det jäsande liv som bröt sig fram, stod Wergeland mitt uppe i det som en ledare och anförare. Överallt, både som tidningsutgivare och på annat sätt, stod han upp mot förtrycket. Han var en teoretisk republikan, men på samma gång en ivrig beundrare av Karl Johan, från vilken han uppbar en årlig pension.
Till samma period hör Andreas Munch (1811–1884), som skrev flera lyriska dikter och åtskilliga dramer, av vilka den mest betydande är Lord William Kussell, samt Peter Andreas Jensen (1812–1867), Wergelands tre anhängare Hans Ørn Blom (1817–1885), Sylvester Sivertson (1809–1847) och Christian Martin Monsen (1815-52), såväl som dramatikern Rolf Olsen (1818–1864).
Mot periodens slut uppträdde Per Christian Asbjørnsen (1812–1885) och Jørgen Moe (1813–1882). Deras viktigaste arbete är Norske folkeeventyr, en samling av norska folksagor, men vid sidan av dem utgav de även självständiga arbeten. Asbjörnsen skrev flera målande, humoristiska prosaskildringar och Moe många vackra lyriska dikter. Även inledningarna till olika folksagor har ett värde som folklivsbilder och naturskildringar av hög rang. Både över flertalet av folksagorna och över de skildringar som följer dem åt, vilar en nationell och yster humor.

### Bjørnson och Ibsen
| Bjørnstjerne Bjørnson, 1868. |  | Henrik Ibsen, ca 1870. |
| Bjørnstjerne Bjørnson, 1868. |  | Henrik Ibsen, ca 1870. |

I slutet av 1850-talet inföll en ny litterär period, med skalderna Bjørnstjerne Bjørnsons (1832–1910) och Henrik Ibsens (1828–1906) framträdande. Björnson debuterade med småberättelser, i vilka ämnena hämtades från bondens liv (häribland Synnøve Solbakken, 1857), och med lyriska dikter. Han tog ögonblickligen en stor del av allmänheten med storm. Hans berättelser är också i hög grad stämningsfulla och hans skildringar både av naturen och folklivet är fina. De sistnämnda är i psykologiskt avseende träffande. Hans lyriska dikter är burna av en stämning och en hänförelse av ovanlig styrka. Sedan övergav Björnson lyriken och bynovellen för att väsentligen ägna sig åt dramatiskt författarskap med ämnen från samtiden. Bland dessa märks Ett handelshus (1875), Det nya systemet (1878) och En handske (1883). 1903 mottog han Nobelpriset i litteratur.
l olikhet med Bjørnson fick Ibsen länge vänta på sitt erkännande. Flera av hans dikter var ypperliga, men hans första dramatiska arbeten vann ingen sympati trots sin nyskapande betydelse. Det var först sedan han skrivit versdramerna Brand och Peer Gynt som han fick ett mera allmänt erkännande. Samtidigt med Bjørnson övergick Ibsen till samtidsämnen, och skärskådade kritiskt och realistiskt samhällsproblem av aktuell art. Bland Ibsens främsta verk märks Ett dockhem (1879), Gengångare (1881), Vildanden (1884) och Hedda Gabler (1890).
Bland övriga författare från denna tid bör nämnas Camilla Collett (1813–1895), vars främsta arbete är berättelsen Amtmannens döttrar, som inledde den moderna problemlitteraturen. Hon skrev dessutom flera smärre noveller och deltog med en mängd litterära bidrag i striderna för dagen samt uppträdde särskilt för kvinnoemancipationen. Tillsammans med dessa tre bör även Jonas Lie (1833–1908) nämnas. Han skildrade i romanform samtida vardagsliv, med sjömansskildringar och familjehistorier som specialitet. Magdalene Thoresen (1819–1903) var starkt påverkad av Bjørnson. En författare av långt större originalitet var Alexander Kielland (1849–1906), som i slutet av 1870-talet utgav sina första Novelletter och fram till 1890-talets början utgav rappa satiriska berättelser, hållna i den tendentiösa realistiska stilen.
Bland mindre kända författare från samma period kan nämnas John Paulsen (1851–1924), som skrev sentimentala berättelser, Elise Aubert (1837–1909), Marie Colban (1814–1884), Antoinette Meyn (1827–1915), vars många religiösa berättelser vann stor spridning, Jens Andreas Friis (1821 –1896), vars skildringar i novellform från Finnmarken vann erkännande, Konrad Dahl (1843–1931) med berättelser i den känslosamma genren, och den tidigt bortgångne Kristian Elster (1841–81). Som lyriker och estetiker intar Lorentz Dietrichson (1834–1917) en plats i den norska litteraturen. Bland övriga lyriker kan nämnas Theodor Caspari (1853–1948), i vars dikter satir och naturkänsla härskar, samt Kristofer Randers (1851–1917). En senare, naturalistisk strömning betecknas av namnen Amalie Skram (1847–1905), Christian Krohg (1852–1925) och Hans Jæger (1854–1910).
Med 1890-talet korsas även i Norge realismen av mystiskt lyriska och psykologiskt romantiska inslag. Denna periods främsta författare är Knut Hamsun (1859–1952), som slog igenom med Svält (1890), en psykologisk skildring av svältens effekter och den oetablerade författarens hårda livsvillkor. Hamsun tilldelades Nobelpriset i litteratur 1920. I novellistiken utmärker sig i olika riktningar bland andra Hans Aanrud (1863–1953), Peter Egge (1869–1959), Johan Bojer (1872–1959), Andreas Haukland (1873–1933), Johan Falkberget (1879–1967) och Hans E. Kinck (1865–1926). Lyriken, som var tillbakasatt under några årtionden, började åter odlas med Nils Collett Vogt (1864–1937), Sigbjørn Obstfelder (1866–1900), Vilhelm Krag (1871–1933), utan att likväl bli av synnerlig betydelse. Främst bland dramatikerna från eran står Gunnar Heiberg (1857–1929).

### Mållitteraturen
Den mest framstående representanten för "mållitteraturen", litteraturen på det av Ivar Aasen skapade landsmålet, är Aasmund Olavsson Vinje (1818–1870), en folklig och frisk lyriker. På landsmål skrev även Kristofer Janson (1841–1917), en religiös novellist med stor läsekrets. Arne Garborg (1851–1924) skapade som prosaist både skarpt naturalistisk och mystiskt visionär novellistik och förnyade den lyriska dikten i rytmiskt och stilistiskt hänseende. Bland övriga landsmålsförfattare finns namn som Jens Tvedt (1857–1935), Vetle Vislie (1858–1933), Per Sivle (1857–1904) och Ivar Mortensson-Egnund (1857–1934).

## 1900-1940

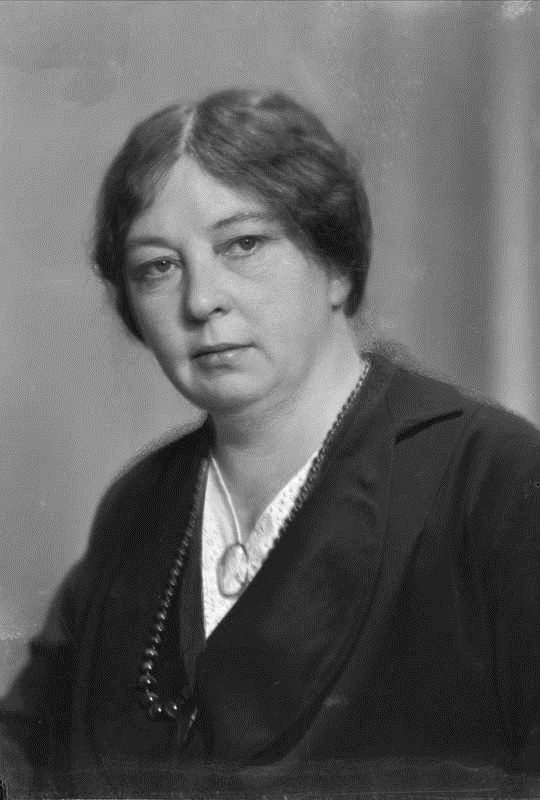
Sigrid Undset.

- Sigrid Undset
- Olaf Bull
- Rudolf Nilsen
- Nini Roll Anker
- Sigurd Hoel
- Aksel Sandemose

## Den norska litteraturen under andra världskriget
- Motståndskampens diktare: Nordahl Grieg, Inger Hagerup, Andre Bjerke
- Författare i exil

## 1945-2000
Ett genombrott för modernismen i norsk skönlitteratur skedde först i mitten av 1960-talet, med tidskriften Profil som den viktigaste arenan för litterära debutanter. Paal-Helge Haugen och vestlandspoeten Einar Økland ingick i denna krets. 
I kretsen runt Profil ingick även begåvningarna Dag Solstad och Espen Haavardsholm, som först var hängivna litterära experimentörer, men de ändrade båda inriktning när radikaliseringen i samhället tilltog. Solstad och Haavardsholm genomförde det som i tidens anda kallades självproletarisering och övergick till att skriva romaner med uttalad socialisisk tendens. En annan författare som manade till arbetarkamp var Tor Obrestad, mest känd för sin strejkskildring från Rogaland Sauda! Streik!. Flera författare anknöt på det tidiga 1970-talet till glesbygden, till exempel Edvard Hoem med sin roman Kärlekens färjturer, (svensk översättning 1978). 
Tor Åge Bringsværd, tillsammans Jon Bing, introducerade nära nog på egen hand science fiction-genren i Norge. Även genren dystopiska skildringar fick norsk representation genom Knut Faldbakkens två Oår-romaner: Aftonlandet och Sweetwater. 
- Modernism med förhinder: obegriplighetsdebatten: André Bjerke
- Nyenkelhet, minimlism: Jan-Erik Vold, Kjell Askildsen, Odd Børrezten, Ingvar Ambjørnsen
- Stora romanprojekt/samhällskritik: Jan Kjærstad, Jens Bjørneboe, Dag Solstad, Kjartan Fløgstad, Erik Fosnes Hansen
- Ur en kvinnas synvinkel: feminismen: Gerd Brantenberg, Dagens kvinna: Anne Karin Elstad
- Naiv berättarstil: Arild Nykvist, Erlend Loe
- Deckare: Jon Michelet, Gunnar Staalesen, Karin Fossum, Unni Lindell, Anne Holt
- Dramatik: Jon Fosse